# カベナント神学校
カベナント神学校（英語: Covenant Theological Seminary）は、アメリカ合衆国ミズーリ州のセントルイスにある、アメリカ長老教会立の神学校。牧師、宣教師、カウンセラーとして教会と世界でリーダーを育てることが目的である。学生はアメリカ長老派教会の信徒であることを求められてはないが、その教派の神学には忠実であることが求められる。

## 歴史
- 1959年　カベナント神学校が11人の学生で始められる。
- 1982年　改革派長老教会とアメリカ長老教会が合同して、アメリカ長老教会の神学校になる。

## 卒業生
- 田辺滋　1916年 - 日本の神学校教師
- 宇田進　1933年- 日本の神学者、牧師、神学校教師、神学博士。元日本基督神学校教授。元ウェストミンスター神学校客員教授。
- 丸山忠孝　1939年- 日本の神学者。教会史、東京基督教大学初代学長
- 金森宏之 1956年- 武庫之荘 改革長老教会 牧師、神戸神学館講師
- 三浦譲　1961年-  横浜山手キリスト教会牧師
- 浅野誠 1977年- けやき通りキリスト教会 牧師
- 青柳聖真 1973年‐ グレースハーバーチャーチ 牧師